# Вельбівець Олександр Іванович
Олекса́ндр Іва́нович Вельбівець (нар. 21 квітня 1976, смт Лисянка Лисянського району Черкаської області) — український діяч, колишній голова Черкаської обласної ради (з 20 листопада 2015 по листопад 2018 року) та колишній голова Черкаської обладміністрації (з 20 листопада 2018 року до 24 червня 2019 року).

## Життєпис
У 1998 році закінчив Український транспортний університет за спеціальністю автомобілі й автомобільне господарство, інженер-механік. У 2004 році закінчив Дніпропетровський регіональний інститут державного управління Національної академії державного управління при Президентові України за спеціальністю державне управління.
У 2005—2006 роках — 1-й заступник голови Лисянської районної державної адміністрації Черкаської області.
Був Лисянським селищним головою з березня 2006 по липень 2010 року. Був членом «Партії Регіонів».
З квітня 2014 року по лютий 2015 року — голова Лисянської районної державної адміністрації Черкаської області.
Депутат Черкаської обласної ради VII скликання від Блоку Порошенка «Солідарність».
З 20 листопада 2015 по листопад 2018 року — голова Черкаської обласної ради VII скликання.
З 20 листопада 2018 до 24 червня 2019 року — Голова Черкаської обладміністрації.

## Родина
Одружений, дочка Ольга.

## Нагороди
- Орден «За заслуги» ІІІ ступеня (7.12.2018)[7]

#### Декларація
- Е-декларація [Архівовано 20 листопада 2018 у Wayback Machine.]